# Улица Петра Алексеева (Москва)
Улица Петра́ Алексе́ева (название с 1960 года) — улица в Москве, на территории Можайского района Западного административного округа.
Улица начинается от Можайского шоссе и заканчивается у въезда в ОАО «Камвольное объединение „Октябрь“». Слева примыкают 1-й и 2-й переулки Петра Алексеева. Нумерация домов начинается от Можайского шоссе.

## Происхождение названия

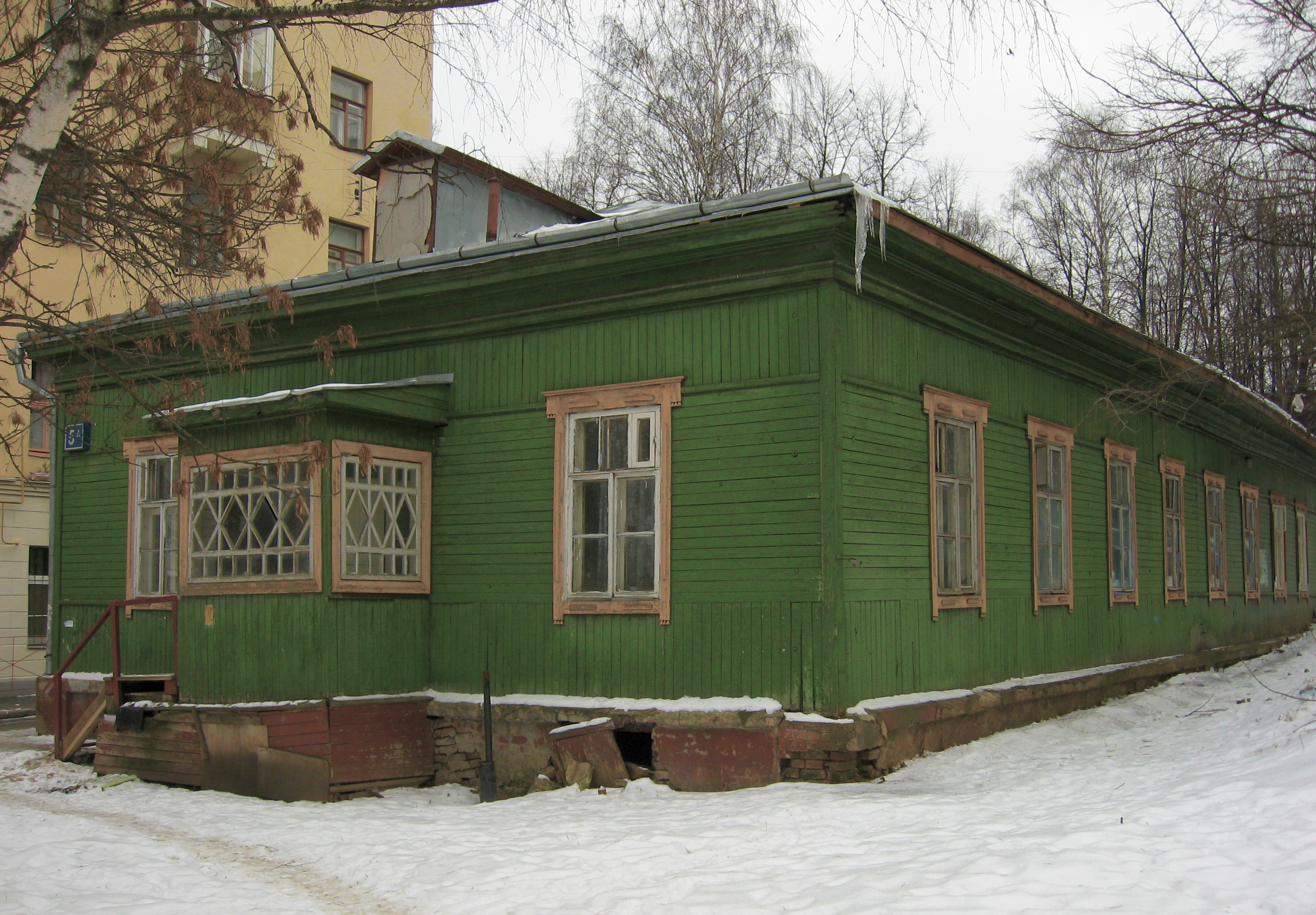
Улица Петра Алексеева, 5А

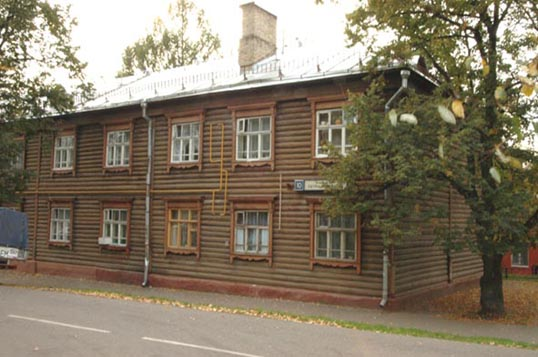
Улица Петра Алексеева, 10

Улица Петра Алексеева и два переулка (1-й и 2-й) получили название в 1960 году в честь Петра Алексеевича Алексеева (1849—1891) — одного из первых российских рабочих-революционеров. За революционную пропаганду в 1877 году он был приговорен к 10 годам каторги.

## Здания и сооружения
- нечётная сторона:
  - дом 3 — пятиэтажный жилой дом
  - дом 5 — многоэтажный жилой дом
  - дом 5А — сохранившийся со времён города Кунцево одноэтажный жилой дом
- чётная сторона
  - дом 2, корпус 1 — многоэтажный жилой дом
  - дом 10 — сохранившийся со времён города Кунцево бревенчатый дом 1928 года постройки. Один из немногих сохранившихся деревянных домов в Москве. Снесён в декабре 2014 года
  - владение 12 арендуют различные фирмы. Ранее там располагалось ОАО «Камвольное объединение „Октябрь“»
    - дом 12 стр.1 — Производственный корпус Московской шерстоткацкой мануфактуры, выявленный объект культурного наследия[2]

  - дом 14 — двухэтажное здание бани
  - стадион «Текстильщик»

## Транспорт
По улице общественный транспорт не ходит.
Неподалёку, на Можайском шоссе, расположена автобусная остановка «Улица Петра Алексеева», откуда ходят автобусы до ближайших станций метро:
- до метро «Кунцевская»:
  - № 45 — (66-й квартал Кунцева — Метро «Кунцевская»)
  - № 190 — (Беловежская улица — Метро «Молодёжная»)
  - № 610 — (Пищекомбинат — Метро «Кунцевская»)
  - № 612 — (Улица Герасима Курина — Троекуровское кладбище)
  - № 733 — (Аминьево — Крылатское) (только к метро «Кунцевская»)
- до метро «Славянский бульвар»:
  - № 103 — (23-й квартал Новых Черёмушек — Улица Генерала Дорохова)
  - № 157 — (Беловежская улица — Киевский вокзал)
  - № 205 — (Совхоз «Заречье» — Улица Довженко)
  - № 231 — (Беловежская улица — Метро «Филёвский парк»)
  - № 818 — (Международный университет — Метро «Филёвский парк»)
  - № 840 — (66-й квартал Кунцева — Киевский вокзал)